# 布斯维莱尔
布斯维莱尔（法語：Bousseviller，法語發音：[busvilɛʁ]；洛林法兰克语：Busswiller）是法国摩泽尔省的一个市镇，属于萨尔格米讷区。

## 地理
布斯维莱尔（49°7'16"N, 7°27'51"E）面积4.01 平方千米，位于法国大東部大區摩泽尔省，该省份为法国东北部内陆省份，是洛林的一部分，西南接默尔特-摩泽尔省，东临下莱茵省，北与卢森堡和德国接壤。
与布斯维莱尔接壤的市镇（或旧市镇、城区）包括：布赖登巴赫、昂维莱尔、阿斯珀尔希特、利德希特、瓦尔杜斯。

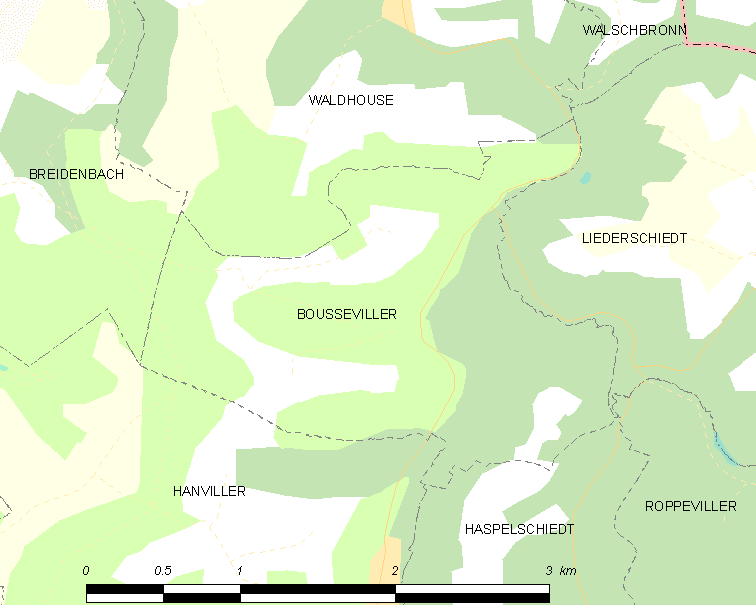
布斯维莱尔的OSM定位图

布斯维莱尔的时区为UTC+01:00、UTC+02:00（夏令时）。

## 行政
布斯维莱尔的邮政编码为57230，INSEE市镇编码为57103。

## 政治
布斯维莱尔所属的省级选区为比奇县。

## 人口

1962-2008年间布斯维莱尔人口变化图示

布斯维莱尔于2022年1月1日时的人口数量为115人。